# مجلس ایالتی مکلنبورگ-فورپومرن
مجلس ایالتی مکلنبورگ-فورپومرن (به آلمانی: Landtag Mecklenburg-Vorpommern) نهاد قانونگزاری یا پارلمان ایالتی ایالت مکلنبورگ-فورپومرن در کشور آلمان است.
این مجلس در شهر شورین تشکیل جلسه می‌دهد و در حال حاضر از ۷۱ عضو متشکل از چهار حزب تشکیل شده‌است. اکثریت کنونی ائتلاف بزرگی از حزب سوسیال دموکرات و اتحادیه دموکرات مسیحی است که از کابینه رئیس‌الوزرای ایالت، مانوئلا شوسیگ حمایت می‌کند. وظایف اصلی مجلس ایالتی، انتخاب رئیس‌الوزرا، تصویب قوانین و کنترل دولت ایالتی است.

## نتایج انتخابات

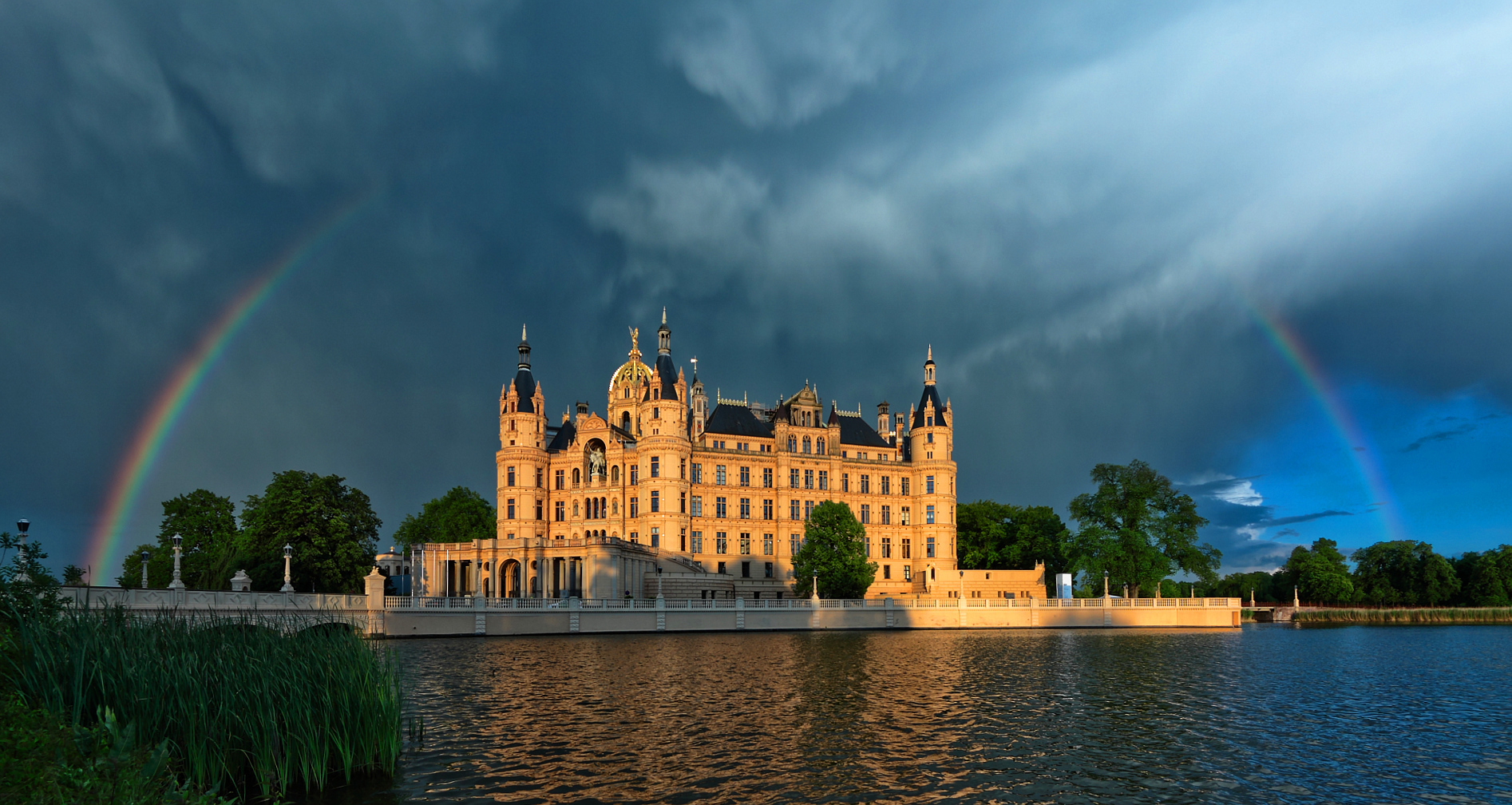
سالن عمومی مجلس ایالتی در داخل قلعه شورین قرار دارد

انتخابات به صورت عمومی، مستقیم، آزاد، برابر و مخفی انجام می‌شود. نظام حاکم بر انتخابات ایالتی، با استفاده از سیستمی مشابه آنچه در هر انتخابات بوندستاگ انجام می‌شود صورت می‌پذیرد. دو رای وجود دارد؛ رای اول برای یک نامزد در حوزه تک نماینده و رای دوم برای یک لیست حزب. ۳۶ کرسی با استفاده از سیستم رای‌گیری نخست‌گزینی در شهرستان‌ها و ۳۵ کرسی باقی مانده به لیست پیشنهادی احزاب تعلق دارد.
علاوه بر این، هر کرسی دریافت شده در رای اول به معنای یک کرسی کمتر در رای دوم است. رای دوم با استفاده از سیستم نمایندگی تناسبی و با آستانه انتخاباتی ۵ درصد انجام می‌شود؛ یعنی حزبی که مجموعی کمتر از ۵ درصد کل آرا را بدست آورد، صلاحیت ورود به مجلس ایالتی را نخواهد داشت. آخرین انتخابات مجلس ایالتی مکلنبورگ فورپومرن در سپتامبر ۲۰۲۱ برگزار شد.

### هشتمین دوره انتخاباتی (از سال ۲۰۲۱)
پس از انتخابات ایالتی در ۲۶ سپتامبر ۲۰۲۱، گفتگوهای ائتلاف برای تشکیل دولت ایالتی آغاز شد. حزب سوسیال دموکرات بعنوان پیروز انتخابات، دارای گزینه‌های تشکیل دولت با یکی از دو حزب اتحادیه دموکرات مسیحی یا حزب چپ بود.
| حزب     | سهم رای دوم | تعداد صندلی‌ها (اکتبر ۲۰۱۶) | تعداد صندلی‌ها (اکتبر ۲۰۲۱) |
| ------- | ----------- | -------------------------- | -------------------------- |
| SPD     | ۴۳٫۰۴٪      | ۲۶                         | ۳۴                         |
| AfD     | ۱۷٫۷۲٪      | ۱۴                         | ۱۴                         |
| CDU     | ۱۵٫۱۹٪      | ۱۸                         | ۱۲                         |
| چپ      | ۱۱٫۳۹٪      | ۱۱                         | ۹                          |
| حزب سبز | ۶٫۳۳٪       | -                          | ۵                          |
| FDP     | ۶٫۳۳٪       | -                          | ۵                          |

در روز ۱۳ اکتبر ۲۰۲۱، شسوسیگ رئیس‌الوزرای ایالت، اعلام کرد که برای تشکیل دولت ائتلافی با حزب چپ وارد گفتگو خواهد شد. وی اعلام کرد که دلیل این تصمیم این است که حزب چپ یک حزب عملگرا، اجتماعی و قابل اعتماد است که در دوره دنیاگیری کووید ۱۹ حتی در مقام حزب مخالف نیز همکاری‌های فراوانی با دولت حاکم بر ایالت داشت.